# Hold On (singel Seana Paula)
„Hold On” – osiemnasty singel Seana Paula wydany w 2012 roku. Utwór został wydany na albumie Tomahawk Technique

## Lista utworów
- CD singel promo (5 marca 2012)[1]

1. „Hold On” – 4:08

## Notowania na listach przebojów
| Kraj    | Lista (2012)    | Najwyższa pozycja |
| ------- | --------------- | ----------------- |
| Francja | Top 100 Singles | 35                |